# Fughiu, Bihor
Fughiu este un sat în comuna Oșorhei din județul Bihor, Crișana, România.

## Vezi și
- Biserica reformată din Fughiu

## Imagini

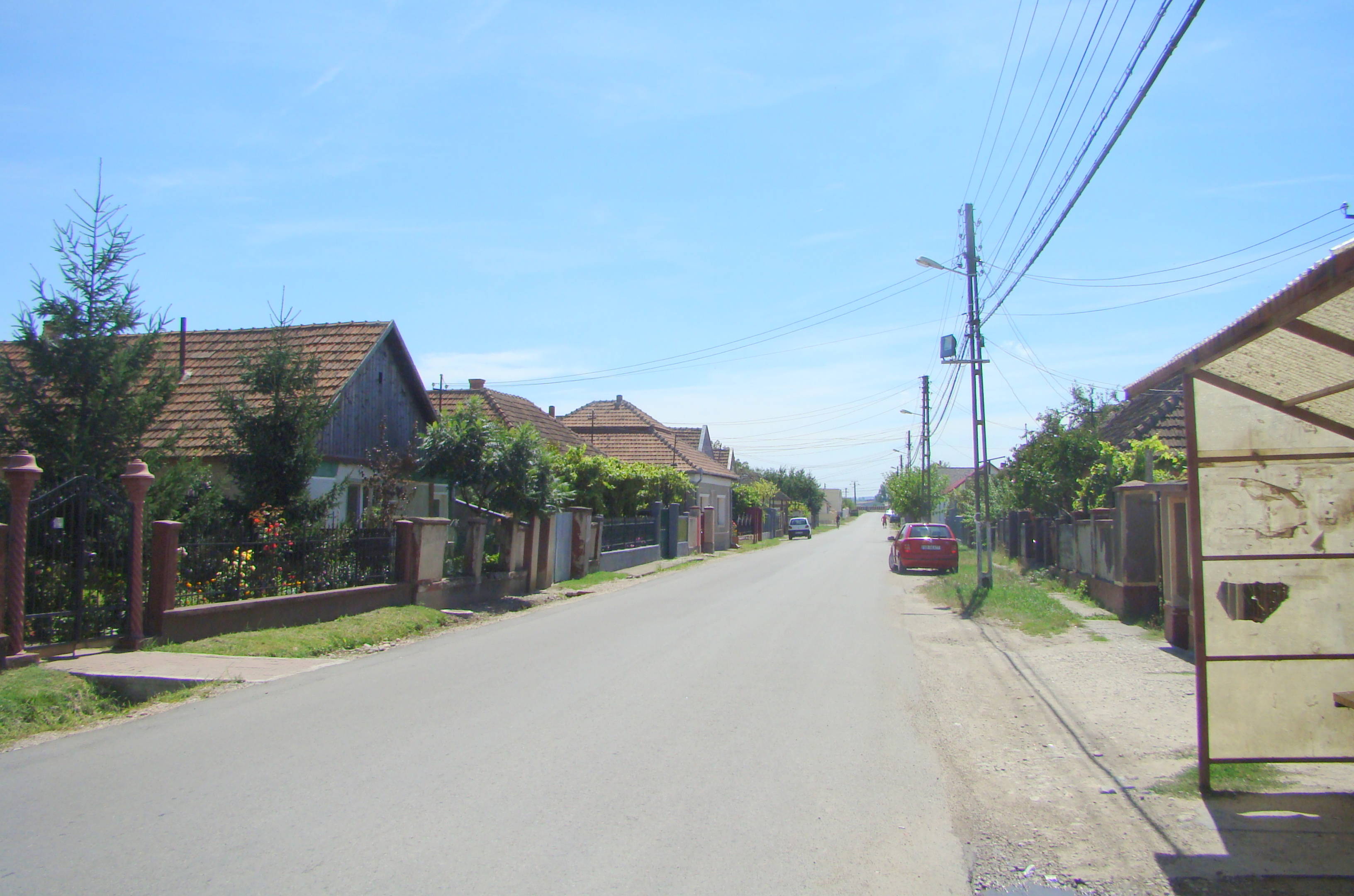
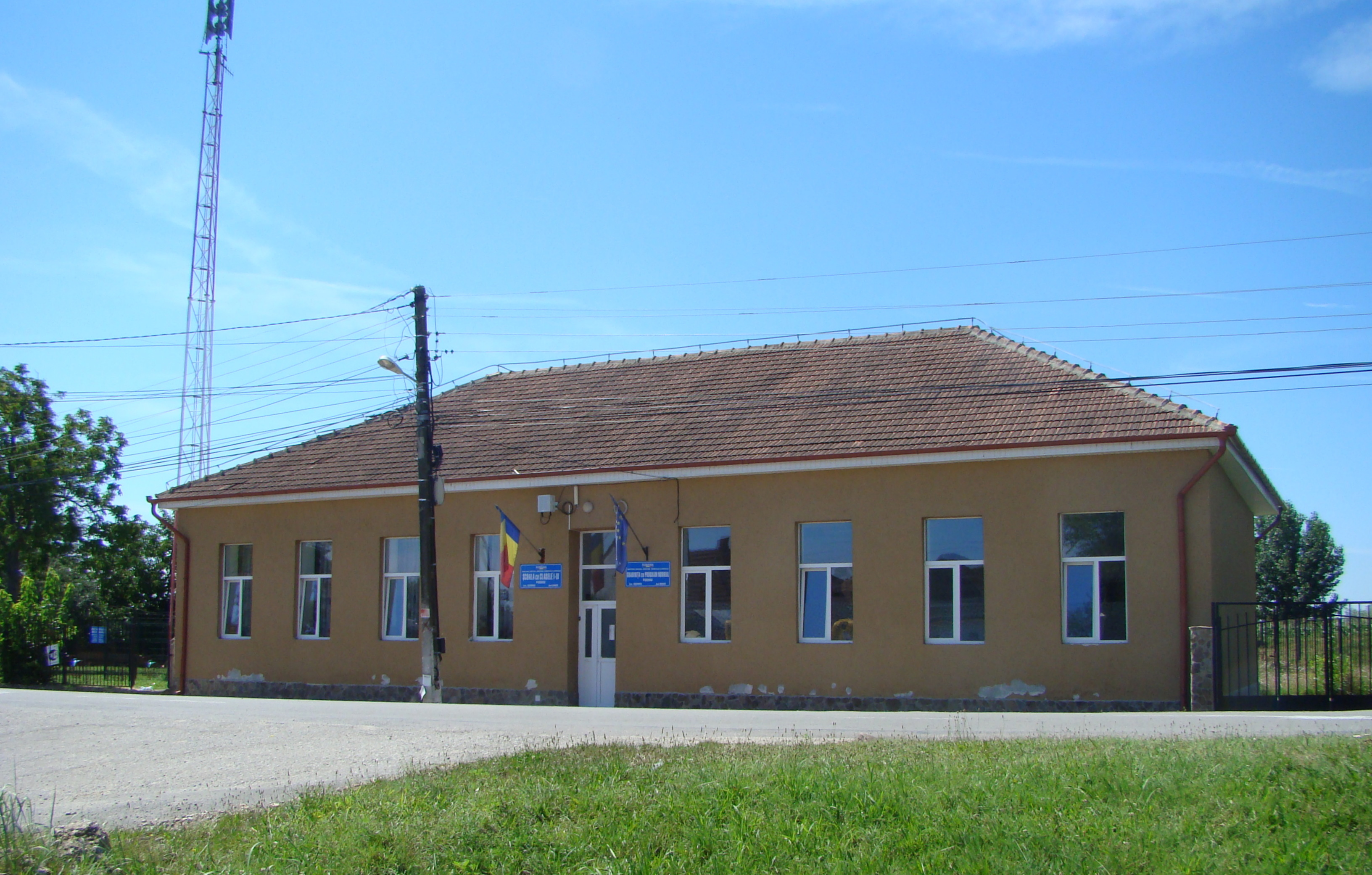
Școala
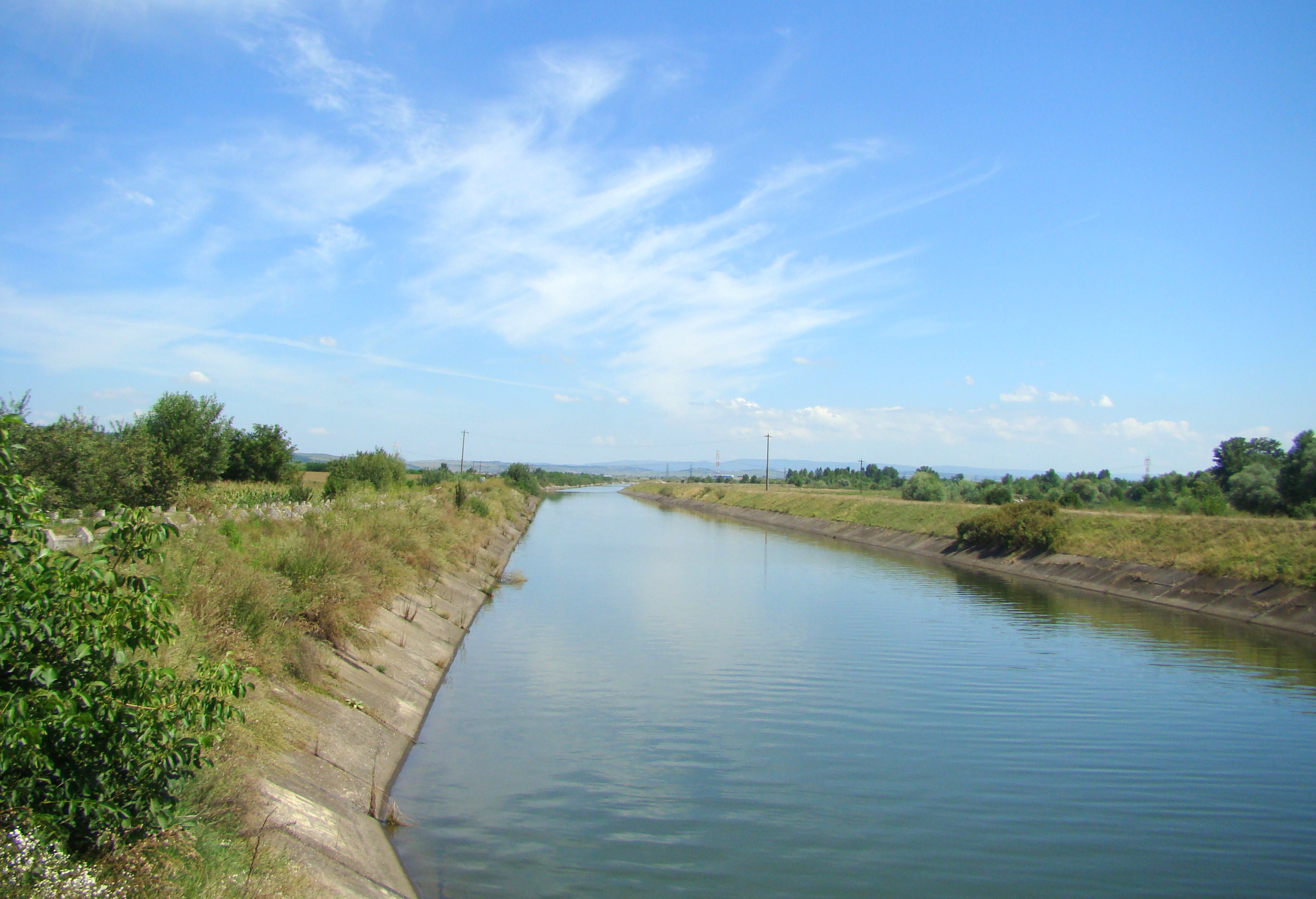
Canalul de fugă al centralei hidroelectrice Fughiu
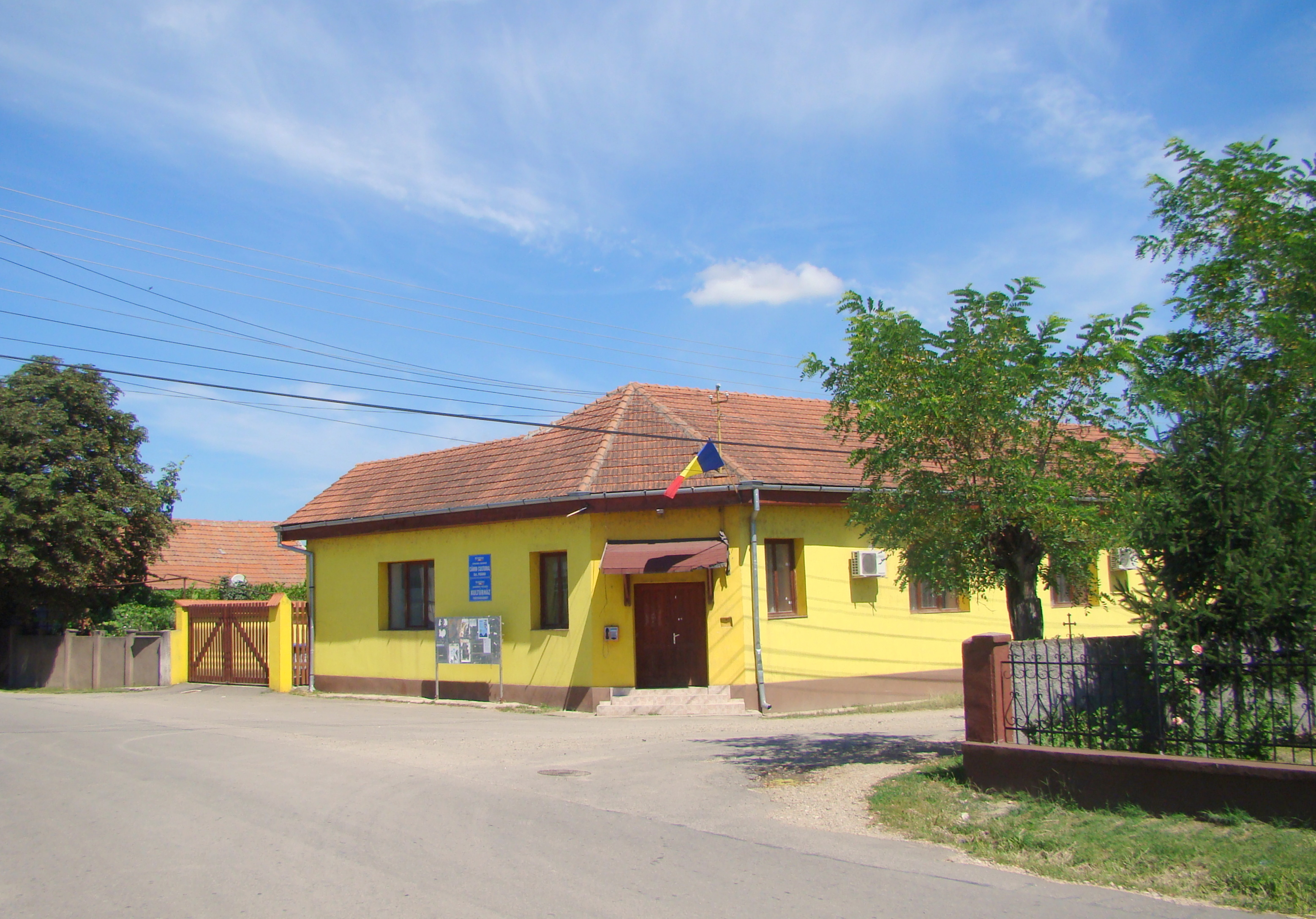
Căminul cultural
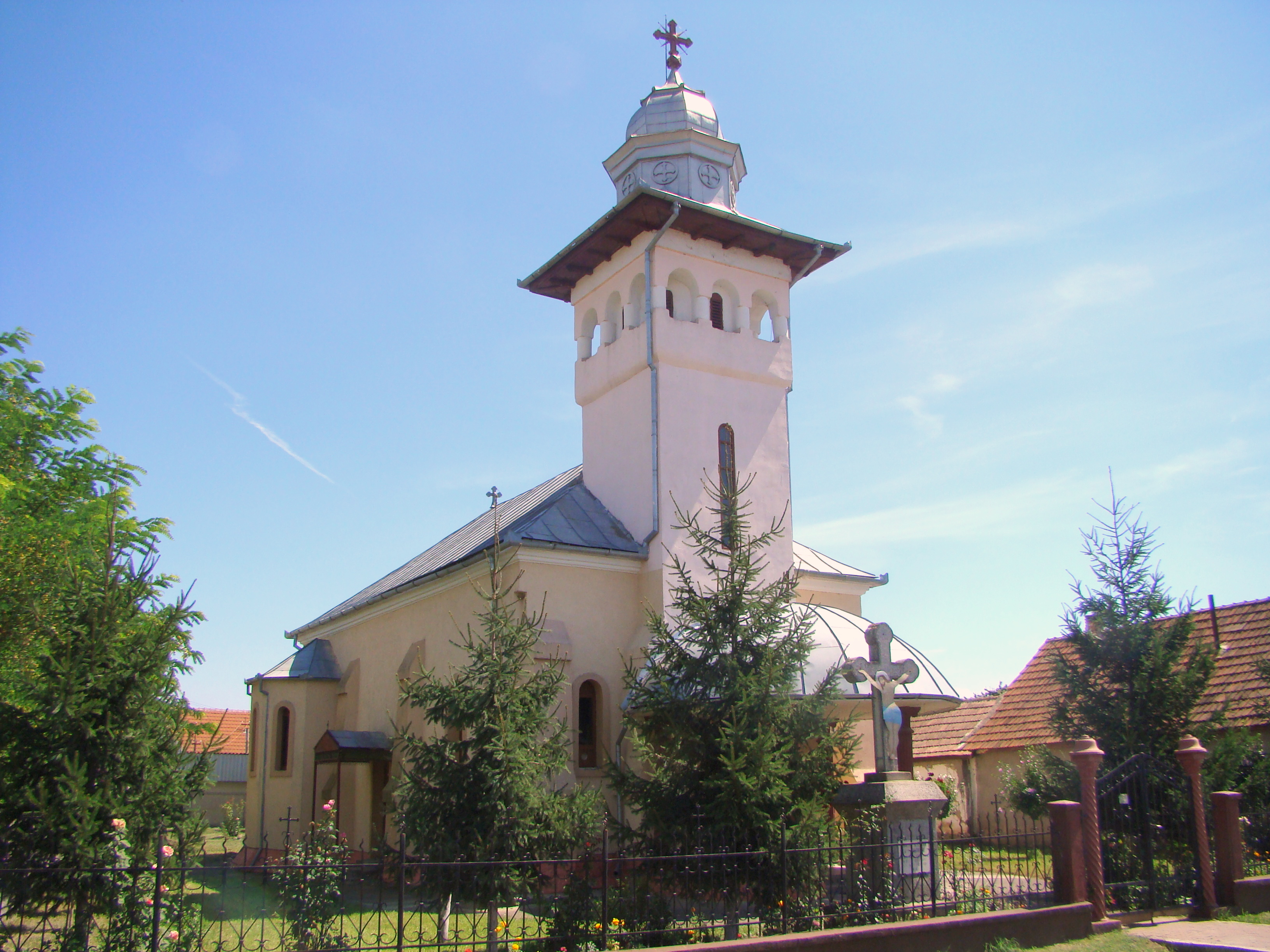
Biserica ortodoxă „Sfinții Arhangheli Mihail și Gavriil” (1947)

 Acest articol despre o localitate din județul Bihor este deocamdată un ciot. Puteți ajuta Wikipedia prin completarea lui.